# Bevilaqua-Borsodi Béla
Bevilaqua-Borsodi Béla, Bevilaqua Borsody (eredeti neve 1928-ig: Bevilaqua Béla, becenevei: Budai Hárombék effendi, Bevil) (Miskolc, 1885. február 23. – Budapest, 1962. március 12.) író, város- és művészettörténész, muzeológus, a két világháború közötti időkben a lengyel–magyar kapcsolatok kiemelkedő alakja.

## Élete

### Családja
A Rákóczi-szabadságharc idején Magyarországon letelepedett olasz nemesi családból származott. A családi legendárium szerint ősét, Niccolo Bevilaquat II. Rákóczi Ferenc hívta Magyarországra. Egy másik adat szerint a bevándorló ős neve Joannis Petris volt. A Felvidéken ismert volt egy Bevilaqua és Tsa nevű műkereskedő cég, melynek 1833-ból származó latin nyelvű zenei kéziratát az Országos Széchényi Könyvtár őrzi. Ismert egy Matteo Paolo Bevilaqua nevű firenzei zeneszerző is, aki gitárművet ajánlott Bánffy Dénesnek, Bánffy György erdélyi kormányzó műkedvelő fiának.
Apja Bevilaqua Rezső (Rudolf) felvidéki postatiszt volt. Anyja Szentessy Mária, nagybátyja Szentessy Gyula költő. A család 1888 körül költözött Budára az Iskola u. 44. alá, majd hamarosan a Szegényház (mai nevén: Varsányi Irén) utcába. Az 1890-es évek közepén már a terézvárosi Izabella utca 70. szám alatt laktak.

### Tanulmányai
Az elemi iskola utolsó osztályát a VI. kerületi elemiben végezte, a gimnázium első öt osztályát pedig 1894 és 1899 között a budapesti pesti piaristáknál. Eközben, 1896-ban apja 47 évesen meghalt. Az özvegy édesanya 1896-ban a közeli Bajnok utca 9. szám alá, majd 1897/1898-ban Erzsébetfalvára költözött.  Árvaként, III. osztályos kora óta a győri árvaalap segélyezettje volt.
Ezután nevelőapja Hilda nevű nővérének férje, Nagy Lajos ügyvéd lett. Nevelőapja is fiatalon hunyt el, Hilda pedig Budapest 1944/1945. évi bombázásakor, ideiglenesen a Műegyetem kertjébe temették. Lakásuk az 1890-es évek végén Budán, az Iskola u. 44., majd a Szegényház (mai nevén: Varsányi Irén) utcában volt. Emiatt a VI-VII. osztályokat 1899–1901. között az Attila úton, a budapesti I. kerületi Magyar Királyi Állami Főgimnáziumban végezte, a VIII. osztályt pedig 1901/1902-ben Késmárkon, az evangélikus főgimnáziumban fejezte be, ahol az önképzőkör egyik legaktívabb tagja volt. Az 1902. március 1-én rendezett iskolai hangversenyen diáktársaival együtt előadták Richard Heinze Egy este a piripócsi dalkörben (Ein Abend Im Gesangverein zu Bummelsdorf) című humoros kvintettjét, amelyet ő fordított magyarra, és maga énekelte a bausszus szólamot. Volt egyszer egy bolondos diák című költeménye bekerült az önképzőkör érdemkönyvébe, A renaissance Magyarországon című terjedelmes dolgozatát pedig három részben részben olvasta fel, és elnyerte a magyar irodalmi tételre kiírt Dr. Goldmann Simon-féle 50 koronás pályadíjat.
Klasszika-filológiai egyetemi tanulmányait a Pesti Egyetem bölcsészkarán 1908-ban fejezte be Hegedűs István tanítványaként. Szigorlati értekezése Alexandrosz rhétorról szólt. Az egyetemi évek alatt szerelmi ügy miatt párbajozott és néhány nap elzárásra ítélték. 1911-ben doktorált, majd a Magyar Nemzeti Múzeum könyvtárában lett gyakornok és segédőr (muzeológus). Ekkoriban a kőbányai Liget utcában, majd a budai Fortuna utcában élt.

### Élete a második világháború végéig
1914 őszén, az első világháború kitörésekor frontszolgálatra hívták be. 1916-ban Krakkóban, 1917-ben Montenegróban, később Albániában és Boszniában szolgált. Közben néprajzi adatokat gyűjtött, melyek későbbi munkáinak szolgáltak alapul. 1916 körül feleségül vette Weiss Ellát, és egyes adatok szerint 1917-ben Yolanda Perényit. Béla fia 1918-ban született. 
A világháború után régiségkereskedéssel foglalkozott. Lakása a Váci utcában, üzlete a Veress Pálné utcában volt. 1925-ben az Országos Hadimúzeumhoz került adjunktusi beosztásba és gyakran publikált különböző lapokban. 1922-ben szemtanúja volt, hogy Gömbös Gyula elgázol egy idős asszonyt és segítségnyújtás nélkül el akarja hagyni a helyszínt. Gömbös autóját feltartóztatta, az asszonyt kimenekítette alóla és megfenyegette a politikust, hogy tanúskodni fog ellene. 1928–1929-ben a Magyar Királyi Hadtörténelmi Múzeum igazgatója, Aggházy Kamil ezredes megbízta a Luigi Ferdinando Marsigli életével kapcsolatos tudományos kutatás munkatervének kidolgozásával.
Felesége, Yolanda a húszas években elvált tőle és 1931-ben az USA-ba emigrált. Gyermekük új nevet kapott anyja újabb férje után, de az 1940-es években visszavette a Bevilaqua Borsody Bellino nevet. Az ő révén három unokája született: Victor, Paul és John. Egyes adatok szerint a húszas években ő is újranősült, ám név szerint nem ismert felesége az 1950-es években elhunyt.
Az 1930-as évek elején otthagyta a hadimúzeumot és beiratkozott a pesti orvosegyetemre, de nem végezte el. 1935-től íróként dolgozott, 1940-től a Józsefvárosi Nap utcában élt. A második világháború előtt és alatt Nyáry Albert, Palóczi Edgár, Kemény János és Miklóssi Leó Ferdinánd mellett fontos lengyel szervezetek munkatársa és vezetője volt.

### Utolsó évek
Palóczi és Kemény 1944-ben mártíromságot szenvedett, Miklóssi kiszabadult a Gestapo fogságából. Ketten megpróbálták újraindítani a lengyel szervezeteket, de a kialakuló sztálinizmus között ez nem volt lehetséges. Bár több ezer oldalt írt meg, élete jó részében nélkülözött, szűkösen élt, utolsó éveiben egy Kisfaludy utcai mosókonyhában húzta meg magát. Idős korában egyik anyagi támogatója Finály Olga tanítónő, műfordító volt, aki verseket is írt hozzá, kéziratait gépelte s haláláig törődött vele.
1961–1962 folyamán Amerikában élő fia felvette vele a kapcsolatot és csomagokat küldött neki. 1962-ben a halála előtt tíz nappal újranősült, Kruspér István unokáját, Mányi Magdolnát vette el, aki fiatalkori szerelme volt.

## Munkássága
1909–1910 folyamán Orbók Loránd képzőművésszel megszervezte a Vitéz László Bábszínházat, amelyet a művészi igényű bábjáték első hazai kísérleteként tartanak számon. A darabok bábszínpadra való alkalmazásában is közreműködött. Az 1950-es években betöltötte a bábművészek szövetségének elnöki tisztségét.
Foglalkozott díszlettervezéssel, múzeumi installációk tervezésével. Budapesten a Régi posta utca 13. sz. alatti épület majolikadíszítése az ő tervei alapján készült. Bár az épület helyén ma modern épület áll, a majolikadíszt megtartották.
Faveréb címmel megírta egy fantasztikus mű forgatókönyvét, de nem készült film belőle. A harmincas években operalibrettót írt, melyet 1947-ben Kardos István megzenésített. A Mátyás diák című zeneművet 1961-ben hangszalagra rögzítette a rádió.
Több ezer oldalnyi írásműve született, de a szerkesztés és a tudományosság szabályait nem alkalmazta, emiatt számos bírálója szerint pontatlan, megbízhatatlan forrás volt.
1960-ban Fedor Ágnes interjút készített vele, ami halála után, 1963-ban jelent meg az Esti Hírlapban.
1927-ben előadást tartott a Magyar–Lengyel Egyesület ülésén Az 1831-es párizsi lengyel emigráció címmel, kitérve Mickiewicz emigrációban játszott szerepére és költészetére, valamint Chopin és baráti körének (Liszt, Berlioz, Alfred de Musset, Halevy, Giacomo Meyerbeer és Mickiewicz) a hatására. Ekkor vetődött fel a Magyar Mickiewicz Társaság irodalmi-kulturális egyesület megalapításának gondolata és köteleződött el ő is a lengyel ügy mellett. Közreműködött a Magyar–Lengyel Könyvtár könyvsorozat szerkesztésében, bár munkája csak 2018-ban, a sorozat újraindulásakor jelenhetett meg. 1941-ben Az 1846-os év és Petőfi költészete, 1943-ban Krúdy és a lengyelek címmel tartott előadást a Társaságban, majd 1946-ban az 1846-os galíciai parasztlázadásról, 1947-ben pedig az 1871-es Párizsi Kommün lengyel vértanújáról, Jarosław Dąbrowskiról értekezett.
1944-ben gyűjtést szervezett a Magyarországra menekült és Balatonbogláron tartózkodó lengyel iskolások, lengyel menekültek megsegítésére.
Miután Palóczi Edgár, a Miczkiewicz Társaság korábbi főtitkára 1940-ben tisztségéről önként lemondott, ő töltötte be ezt. 1945 után munkatársa volt a Magyar-Lengyel Egyesület hivatalos kiadványának, a Lengyel–Magyar Kurír című havilapnak, melynek szerkesztősége Miklóssi lakásán működött (X. Delej utca 34.). A pártállam keretei között azonban hamarosan megszűntek ezek a szervezetek és a lap is.

## Főbb művei
Tudomány- és művészettörténet:
- A valóság problémája. Ismeretelméleti tanulmány; Jókai Ny., Bp., 1911
- Dürer. In memoriam Hungaricam; Jövőnk, Bp., 1928
- Dürer Albert erődítési tervei és a XV-XVI. századi török probléma; Egyetemi Ny., Bp., 1928 (A m. kir. Hadtörténelmi Múzeum kiadványai)
- Görgey Arthur Fraunhofer- és Dollond-rendszerű messzelátói; Egyetemi Ny., Bp., 1929 (A m. kir. Hadtörténelmi Múzeum kiadványai)
- Adalékok a városok, várak és egyéb erőshelyek kapuinak és kulcsainak katonai művelődéstörténetéhez; Egyetemi Ny., Bp., 1930 (A m. kir. Hadtörténelmi Múzeum kiadványai)
- Marsigli (1658–1730) magyarországi csillagászati megfigyelései (1929) mek.oszk.hu
- Adalékok a gellérthegyi "csillagásztorony" történetéhez, Stella, 4. Budapest, 1929
- A galánthai gróf Eszterházy Károly egri püspök által alapított egri egyetemi csillagvizsgálójának története., Stella, 4. Budapest, 1929

Várostörténet:
- A budai és pesti mészáros céhek ládáinak okiratai, 1270–1872. Az ipartársulat és az ipartestület története, 1873–1930. Budapest, 1931
- A magyar serfőzés története. Művelődéstörténeti és kézművességtörténeti tanulmány (1. rész, 2. rész); Athenaeum Ny., Bp., 1931
- Negyven év a magyar szállodás és vendéglősipar életéből (szerk.: Ballai Károly és Tábori Kornél) Budapest, 1931
- Magyar gaudeamus. Régi magyar diákdalok. Budapest, 1932
- Pest-budai kávéházak, kávé és kávésmesterség, 1535–1935 (Mazsáry Béla társszerzővel) Budapest, 1935
- Régi és új magyar takácsmesterségek. Budapest, 1942
- A Magyar Vendéglátóipar története. A Honfoglalás századától napjainkig (szerk.: Ballai Károly; Siklóssy László, Gundel Károly, Kemény Gábor, Mazsáry Béla társszerzőkkel) Budapest, 1988 (reprint)
- A Víziváros (szerk.: Buza Péter) Budapesti Városvédő Egyesület – Fővárosi Szabó Ervin Könyvtár, Budapest, 2005

Történelem:
- Sylvester Lajos visszaemlékezése Bevilaqua Béla lejegyzésében. Ismeretlen részletek az aradi tizenhárom vértanú kivégzéséről. Egy magyar szemtanú emlékirata. mek.oszk.hu
- Magyar történelem anekdotákban. Budapest, 1943 mtdaportal.extra.hu
- Német maszlag I. Othotól Adolf Hitlerig, 972-1945. Budapest, 1945
- Régi magyar világjárók I-II. (Agárdi Ferenc társszerzővel) Budapest, 1954, 1955 mek.oszk.hu
- Magyarok és lengyelek a 19. században. Egy 1944-ben betiltott könyv; összeáll. Bevilaqua Borsody Béla, Tábori Kornél, sajtó alá rend., szerk., jegyz. Mitrovits Miklós; MTA BTK TTI–Magyarországi Bem József Lengyel Kulturális Egyesület, Bp., 2018 (Bibliotheca Hungaro-Polonica)

## Külső kapcsolatok
- Magyar Életrajzi Lexikon mek.oszk.hu
- Tulok Péter: Bevilaqua Borsody Béla: A Víziváros. szepirodalmifigyelo.hu
- A magyar könyvtárak a kapitalizmus kifejlődésének korában (1867-1918). In: Csapodi Csaba – Tóth András – Vértesy Miklós: Magyar könyvtártörténet mek.oszk.hu
- Nizalowski Attila: Miklóssi Leó Ferdinánd és társai emlékezete. mandiner.hu